# Grünwettersbach
Grünwettersbach is een plaats in de Duitse gemeente Karlsruhe, deelstaat Baden-Württemberg, en telt 3986 inwoners (2007).
Beiertheim-Bulach · Daxlanden · Durlach · Grötzingen · Grünwettersbach · Grünwinkel · Hagsfeld · Hohenwettersbach · Innenstadt-Ost · Innenstadt-West · Knielingen · Mühlburg · Neureut · Nordstadt · Nordweststadt · Oberreut · Oststadt · Palmbach · Rintheim · Rüppurr · Stupferich · Südstadt · Südweststadt · Waldstadt · Weiherfeld-Dammerstock · Weststadt · Wolfartsweier